# ウルバコドン
ウルバコドン（学名 Urbacodon　「URBACの歯」の意味）は、トロオドン科の獣脚類恐竜の属である。典型的な小型肉食動物であり、後期白亜紀、約9500万年前に現在のウズベキスタンに生息していた。Urbacodon の属名の最初の部分は化石を発見した科学者たちの出身国ウズベキスタン、ロシア、イギリス、アメリカ、カナダのアクロニムである。 タイプ種U. itemirensisは2007年、Alexander AverianovとHans-Dieter Suesによりジャラクドク累層のカンパニア期の地層から発見された単一の左側の歯骨に基づいて命名された。Averianov とSuesは近隣のビッセクティ累層のチューロニア期の地層から発見された歯もUrbacodon sp.と識別している。
U. itemirensisのホロタイプである歯骨は長さ79.2 mm、歯の化石は長さ32 mmである。ウルバコドンはビロノサウルスやメイと似ているものの、歯に鋸歯が無い点で他のトロオドン科と異なっている。血管の少ない歯骨の側溝とより丸みを帯びた前方の歯冠によりビロノサウルスと識別され、全体的なサイズが大きいことによりメイと識別される。Averianov とSuesは歯が少なく真直ぐな歯骨を持つことによりトロオドンやサウロルニトイデスより原始的であると見なしているが、クラドグラム上への配置は試みられていない。

## 参照
1. 1 2  Averianov, A.O.; and Sues, H.-D. (2007). “A new troodontid (Dinosauria: Theropoda) from the Cenomanian of Uzbekistan, with a review of troodontid records from the territories of the former Soviet Union”. Journal of Vertebrate Paleontology 27 (1):  87–98. doi:10.1671/0272-4634(2007)27[87:ANTDTF]2.0.CO;2.